# Авель (Пивоваров)
Епи́скоп А́вель (в миру Леони́д Па́влович Пивова́ров; род. 12 июля 1968, Москва) — архиерей Русской Православной Церкви, епископ Губкинский и Грайворонский.
Тезоименитство — в Недели святых праотец, святых отец.

## Биография
Родился 12 июля 1968 года в Москве. В 1985 года закончил среднюю школу № 873 Москвы. В 1986—1988 годы проходил воинскую службу во Внутренних-войсках МВД СССР.
15 июля 1989 года принял крещение в храме в честь Казанской иконы Божией Матери в Коломенском (Москва).
В 1994 года окончил юридический факультет Московского государственного университета им. М. В. Ломоносова по специальности правоведение. В 1989—2003 годы работал юристом, занимал различные должности в структурных подразделениях Центрального банка РФ.
С 2003 по 2006 годы проживал в Абхазии у родных, посещал богослужения и нес послушания в Благовещенском кафедральном соборе в Сухуми. В 2007—2010 годы нёс алтарно-клиросное послушание в храме Михаила Архангела села Летово Ленинского района Московской области. В 2009 года поступил в Коломенскую духовную семинарию на заочный сектор.
21 апреля 2010 года в Михаило-Архангельском храме села Летово епископом Серпуховским Романом (Гавриловым) пострижен в монашество с именем Авель в честь праотца Авеля, сына Адама.
6 мая 2010 года в Георгиевском храме города Видное Московской области рукоположен в сан диакона, 13 мая — в Успенском храме Новодевичьего монастыря Москвы в сан пресвитера. Хиротонии совершил митрополит Крутицкий и Коломенский Ювеналий (Поярков).
14 мая 2010 года назначен настоятелем храма в честь иконы Божией Матери «Умягчение злых сердец» деревни Бачурино, 20 сентября — настоятелем Казанского храма села Сосенки.
9 октября 2011 года в Лужецком монастыре митрополитом Крутицким и Коломенским Ювеналием (Поярковым) возведен в сан игумена с вручением игуменского жезла.
30 августа 2011 года освобожден от должности настоятеля вышеназванных храмов и зачислен в братию Вознесенской Давидовой пустыни посёлка Новый Быт Московской области.
5 октября 2011 года решением Священного синода РПЦ назначен настоятелем Лужецкого Богородице-Рождественского Ферапонтова монастыря города Можайска. 30 декабря того же года назначен настоятелем Подворья Лужецкого монастыря — Покровского храма в деревне Ельня Можайского района.
С 27 июля 2021 года по 26 декабря 2022 года — секретарь епархиального суда Одинцовской епархии. 31 октября 2022 назначен благочинным Монастырского церковного округа Одинцовской епархии.
В 2024 окончил Коломенскую духовную семинарию.

### Архиерейство
15 мая 2025 года решением Священного синода РПЦ был избран епископом Губкинским и Грайворонским.
21 мая 2025 года в храме благоверного князя Даниила Московского в Нахабине архиепископом Одинцовским и Красногорским Фомой (Мосоловым) возведён в сан архимандрита.
28 мая 2025 в Тронном зале Храма Христа Спасителя в Москве наречён во епископа Губкинского и Грайворонского.
11 июля 2025 года в верхнем храме Спасо-Преображенского собора Спасо-Преображенского Валаамского ставропигиального мужского монастыря рукоположен во епископа Губкинского и Грайворонского. Хиротонию совершили: Патриарх Московский и всея Руси Кирилл, митрополит Санкт-Петербургский и Ладожский Варсонофий (Судаков), митрополит Воскресенский Григорий (Петров), митрополит Петрозаводский и Карельский Константин (Горянов), митрополит Белгородский и Старооскольский Иоанн (Попов), митрополит Каширский Феогност (Гузиков), митрополит Читинский и Петровск-Забайкальский Димитрий (Елисеев), епископ Троицкий Панкратий (Жердев), епископ Валуйский и Алексеевский Савва (Никифоров), епископ Костомукшский и Кемский Борис (Баранов), епископ Раменский Алексий (Туриков).
Принимал участие в принесении ковчега с частицей мощей святителя Тихона Патриарха Московского и всея Руси к 100 летию со дня его преставления в Белгородскую митрополию.